# Huehuetla (Hidalgo)
Huehuetla est une des 84 municipalités de Hidalgo, dans le centre-est de Mexico. Elle couvre une superficie de 262,1 km2.
En 2005, 22 927 personnes y habitaient.